# Batracomorphus rinkihonis
Batracomorphus rinkihonis är en insektsart som beskrevs av Matsumura 1912. Batracomorphus rinkihonis ingår i släktet Batracomorphus och familjen dvärgstritar. Inga underarter finns listade i Catalogue of Life.